# ソーシャル・ログイン
ソーシャルログイン（Social login）は、 ソーシャルサインインとも呼ばる。Webサービスを利用するにはWebサービス毎にIDを新規に登録するのが常識であったが、最近はソーシャルメディア（FacebookやTwitterなど）のアカウントを活用してログインできる機能が一般的になっている。ユーザーは毎回毎回、個人情報などを全て登録する必要が無く、既にソーシャルメディアに登録されている情報を使用してログインや会員登録を行うことができる。これらは、「ソーシャル・ログイン」と呼ばれている。Webサービスは「ソーシャル・ログイン」の仕組みを使いユーザーのユーザビリティ(操作性の快適さ)を高めることで、会員登録率やログイン率を向上させている。
日本国内で利用されているソーシャルログインのサービスには、世界中で使用されているFacebookやTwitter、Amazonの他に、Yahoo! JAPAN IDやLINE ID、楽天IDなどが利用されている。